# 韓儒林
韩儒林（1903年—1983年4月7日），字鸿庵，男，河南舞阳人，中国历史学家，蒙古学家。

## 生平
幼年就读村塾，1919年考入开封留学欧美预备学校，1923年转入上海中法通惠工商学校，同年秋天考入北京大学哲学系预科，1925年秋入本科，1930年本科毕业，任北京女子师范大学教师。1931年出版译作《西洋文明史》（【法国】瑟诺博斯 著）。1933年赴比利时鲁汶大学留学，次年转入法国巴黎大学，师从伯希和，研究蒙古历史，并学习突厥文等中亚文字。
1936年归国，任燕京大学历史系讲师。1937年抗战爆发后，撤退到西南，先后在华西大学和国立中央大学任教。光复后，随中大迁南京，曾任历史系主任。1949年后任南京大学历史系主任。1965年任内蒙古大学副校长。1970年代初，回南京。1983年4月7日在南京病逝。

## 著作
著有《成吉思汗十三翼考》、《蒙古答剌罕考》、《蒙古氏族札记》、《爱薛之再探讨》、《元代阔端赤考》、《蒙古的名称》、《元朝史》、《穹庐集》等论著。